# Henry Rawlinson, 1:e baron Rawlinson

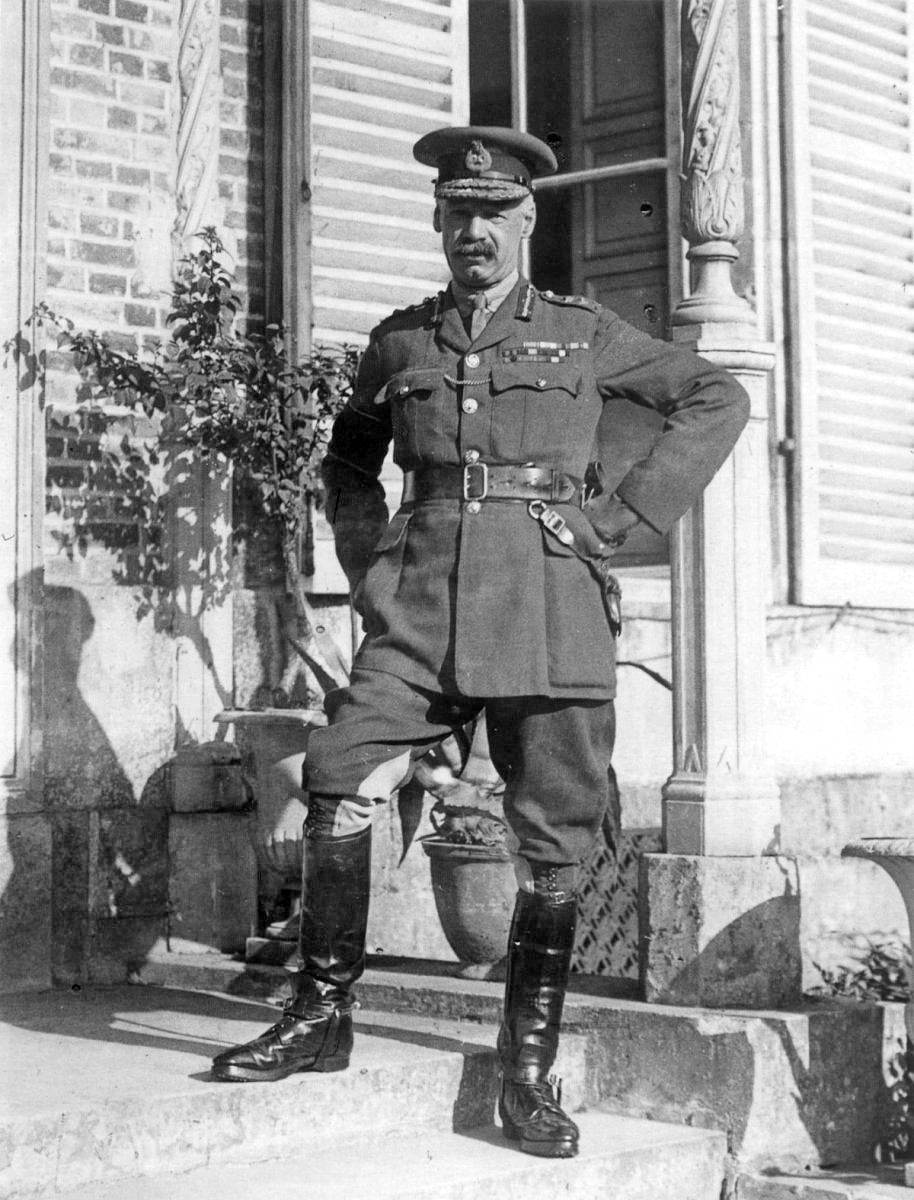
General Henry Rawlinson vid brittiska Fjärde Arméns högkvarter, Querrieu Chateau, juli 1916.

Henry Seymour Rawlinson, 1:e baron Rawlinson av Trent, född 1864, död 1925, var en brittisk militär, son till Henry Creswicke Rawlinson.
Rawlinson deltog i fälttåget i Burma 1886–1887, Sudan (1898) och i boerkriget (1899–1902). Under första världskriget hade han 1914-1915 befälet över IV Corps, befordrades 1916 till generallöjtnant och fick befälet över brittiska fjärde armén. Blev peer (som baron Rawlinson av Trent) 1919 och tjänstgjorde sedan som befälhavare över brittisk-indiska armén till sin död. Under hans tid som befälhavare i Indien utsågs för första gången infödda officerare till högre befälsposter.